# Súbeme la radio
Súbeme la radio è un singolo del cantante spagnolo Enrique Iglesias, pubblicato il 24 febbraio 2017 dalla Sony Music Latin.

## Video musicale
Il video musicale, pubblicato su YouTube il 24 febbraio 2017, è stato girato a L'Avana, Cuba.

## Classifiche

### Classifiche settimanali
| Classifica (2017) | Posizione massima |
| ----------------- | ----------------- |
| Lussemburgo       | 7                 |

### Classifiche di fine anno
| Classifica (2017) | Posizione |
| ----------------- | --------- |
| Perù              | 12        |